# تنظير هضمي علوي
التنظير الهضمي العلوي أو تنظير المريء والمعدة والعفج (بالإنجليزية: Esophagogastroduodenoscopy)‏ هو إجراء يتم من خلاله إدخال منظار داخلي مرن صغير عبر الفم (أو إدخال منظار داخلي ذو عيار أصغر عبر الأنف) ويتقدم عبر البلعوم، والمريء، والمعدة، والعفج. يمكن إدخال منظار الأمعاء، وهو منظار داخلي أطول، يصل إلى ما بعد رباط ترايتز.

يستخدم التنظير الهضمي العلوي للتشخيص والعلاج. حالياً معظم المناظير الحديثة تحوي شريحة فيديو للحصول على تصوير أفضل، على عكس المناظير القديمة، تحوي ألياف ضوئية لنقل الصور.

في الولايات المتحدة، أثناء إجراء التنظير يخضع المريض لتهدئة واعية أو معتدلة، على الرغم من أنه يمكن إجراؤه بالتخدير الموضعي فقط (كما هو شائع في أوروبا وآسيا). يستخدم التخدير العام عادة في مجموعة مختارة من المرضى الذين يصعب تهدئتهم بسبب تعاطيهم المزمن لمخدر ما.

يتم إجراء التنظير عادة في وحدة التنظير المخصصة في المشفى أو في مكتب العيادات الخارجية، ولكن يمكن القيام به أيضاً في قسم الطوارئ (ED) أو وحدة العناية المركزة (ICU) أو غرفة العمليات (OR) باستخدام عربات التنظير المحمولة. بوجود الأنواع المختلفة من المعدات والمناظير الداخلية، يمكن أيضاً إجراء تخطيط الصدى بالتنظير الداخلي (EUS)، تصوير البنكرياس والأقنية الصفراوية بالتنظير الباطني بالطريق الراجع (ERCP)، وتنظير الأمعاء.

## الاستطبابات

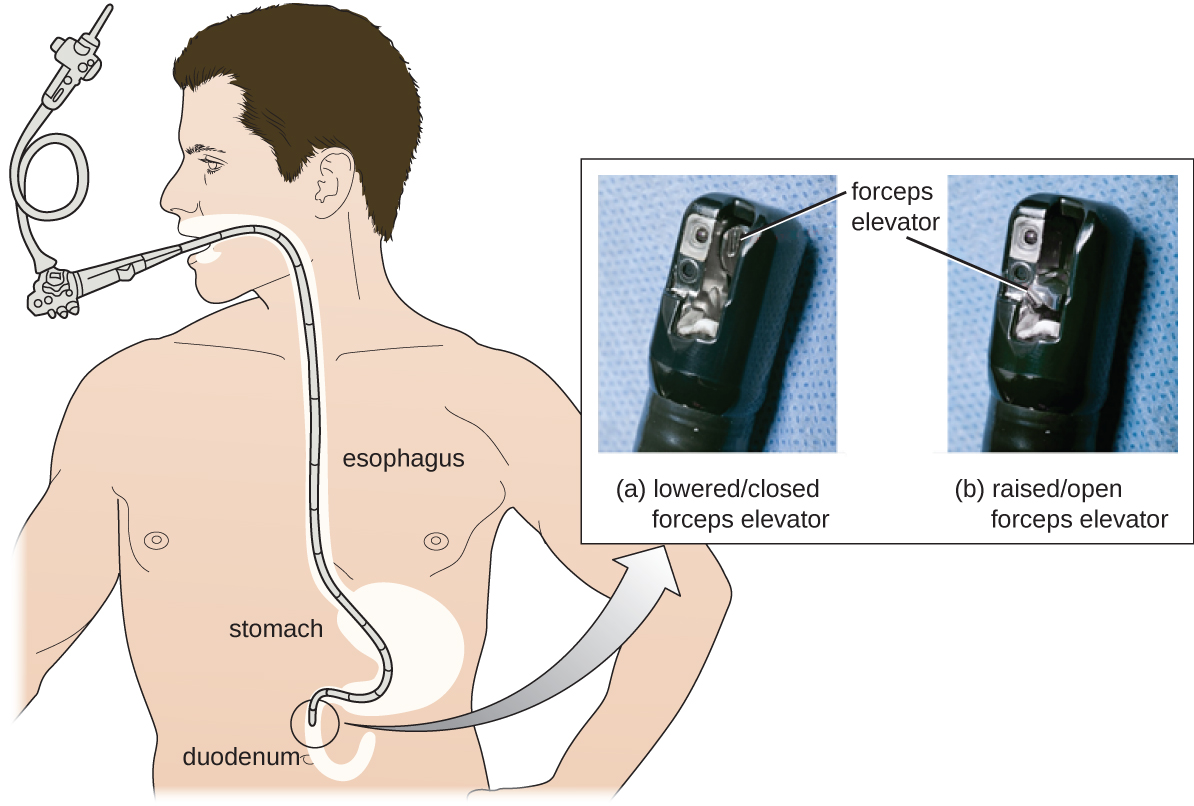
يتم إجراء التنظير الهضمي العلوي عند وجود عدد من المؤشرات، أكثرها شيوعاً فقر الدم الغير مُفسَر، حيث يستخدم لمعرفة السبب (قرحة هضمية، دوالي نازفة،..).

تتضمن استطبابات التنظير الهضمي العلوي ما يلي:
- التقييم التشخيصي لعلامات أو أعراض توحي بمرض في الجهاز الهضمي العلوي (مثل عسر الهضم، عسر البلع، ألم الصدر الغير قلبي المنشأ، أو التقيؤ المتكرر).
- مراقبة سرطان الجهاز الهضمي العلوي في الأماكن عالية الخطورة (مثل مريء باريت[3] أو متلازمات داء السلائل).
- خزعة لمرض هضمي علوي معروف أو مقترح (على سبيل المثال، متلازمات سوء الامتصاص، الأورام، أو العدوى).
- التداخل العلاجي (على سبيل المثال، استخراج الأجسام الغريبة، السيطرة على النزف، توسيع أو وضع دعامة لتضيق، استئصال الأورام، أو فغر المعدة).

## مضادات الاستطباب
تشمل مضادات استطباب التنظير الهضمي العلوي ما يلي:
احتمال وجود انثقاب، عدم استقرار حالة المريض، رفض المريض للتنظير (مضادات استطباب مطلقة).
تناول مضادات التخثر، وجود رتج في البلعوم، أو جراحة في الرأس والرقبة (مضادات استطباب نسبية).
يعتبر التنظير الهضمي العلوي لغرض تشخيصي إجراء منخفض الخطورة للنزف عند المرضى الذين يتناولون مضادات التخثر، وبالتالي يمكن إجراؤه دون تعديل الجرعات الدوائية.
ومع ذلك، في حال التخطيط لاستئصال سليلة، يجب أن تكون فحوص تخثر الدم طبيعية. لخطورة تشكل ورم دموي خلف البلعوم في حال وجود اضطرابات تخثرية شديدة.
تعتبر بعض الإجراءات العلاجية (مثل التوسيع، فغر المعدة بالمنظار عبر الجلد (PEG)، استئصال السليلة، بضع المصرة بالتنظير الهضمي، رشف بالإبرة الدقيقة الموجهة بالأمواج فوق الصوتية (FNA)، الاستئصال بالليزر، والتخثير) إجراءات عالية الخطورة للنزف، لذا تعديل جرعة مانعات التخثر قد تكون ضرورية.

## تحضير المريض وطريقة الإجراء

### تحضير المريض قبل إجراء التنظير الهضمي

#### تثقيف المريض وموافقته

صورة لتنظير هضمي علوي

التنظير الهضمي العلوي غاية في الأهمية وتقع مسؤوليته على عاتق المُنظِر (اختصاصي تدرب على استخدام المنظار). يجب شرح الاستطباب، الطبيعة، التفاصيل ذات الصلة بالإجراء للمريض. يجب أيضاً إعلام المريض بالمخاطر، الفوائد، البدائل، والمضاعفات للتنظير الهضمي العلوي. يجب توقيع استمارة الموافقة وتاريخها من قِبَل المريض والمُنظِر بوجود باقي العاملين وتوضع في سجل المريض.

#### التخطيط السابق للتنظير
يجب الحصول على تاريخ طبي كامل للمريض وإجراء الفحص البدني له لتحديد ما إذا كان التنظير الهضمي العلوي مناسب. إيلاء اهتمام خاص لأمراض معينة قد يكون لها تأثير مباشر على التنظير الداخلي، مثل الأمراض القلبية الوعائية وأمراض الرئة. الحصول على السوابق التحسسية الدوائية والجراحات البطنية السابقة.

قد يتضمن الاختبار السابق للتنظير في حالات مختارة فحوص مخبرية (على سبيل المثال، تعداد دم كامل (CBC)، اختبار التوافق الدموي، دراسات التخثر، تحاليل الاستقلاب الأساسية، تحليل البول، اختبار الحمل، تخطيط القلب الكهربائي (ECG)، والتصوير الشعاعي للصدر). لا توجد دراسات تدعم إجراء التحاليل المخبرية الروتينية قبل التنظير الداخلي للمرضى الخارجيين. يجب إجراء الاختبارات السابقة للتنظير بناءاً على التاريخ الطبي للمريض والفحص السريري.

#### التخدير والتهدئة
في الولايات المتحدة، يشيع استخدام التهدئة الواعية والتخدير الموضعي لإجراء التنظير الهضمي العلوي. يكتسب استخدام البروبوفول قبولاً واسعاً نظراً لقصر وقت الإفاقة. ومع ذلك، في العديد من البلدان الأخرى، يتم إجراء التنظير تحت التخدير الموضعي فقط.

التخدير الموضعي (على سبيل المثال، بواسطة السيتاكائين أو الليدوكائين) له عدة مزايا (يجعل التنظير يتطلب وقتاً أقل، يقلل من مخاطر التهدئة، ويقلل تكلفة التنظير عن طريق تقليل وقت الإفاقة وبالتالي تقليل عدد الممرضين المطلوبين للعناية بالمريض). عيوب التخدير الموضعي هي انزعاج المريض.

مع الميل لتقليل التكاليف، من المرجح أن يصبح التنظير الهضمي العلوي بدون تهدئة أكثر شيوعاً في الولايات المتحدة.
يمكن استخدام المناظير الداخلية ذات الفيديو والألياف البصرية المرنة الرقيقة جداً في التنظير الهضمي العلوي بدون الحاجة إلى تهدئة. 

عندما يتم إعطاء مهدئ، يجب مراقبة المريض طوال مدة التنظير. يتم مراقبة التأكسج، النبض، معدل ضربات القلب، وضغط الدم.
ينصح بإجراء تخطيط القلب الكهربائي في المرضى الذين يعانون من أمراض قلبية رئوية، المسنين، وخلال التنظير المطول.

تشمل المركبات التي يمكن استخدامها في التنظير الهضمي العلوي ما يلي:
- البنزوديازيبينات: ميدازولام، ديازيبام.
- المواد الأفيونية: ميبيريدين، فنتانيل.
- العوامل المضادة: فلومازينيل، نالوكسون.

الميدازولام: مهدئ/منوم يشيع استخدامه للتهدئة في الإجراءات التنظيرية. تشمل التأثيرات الجانبية الرئيسية التثبيط التنفسي، انخفاض ضغط الدم، والهياج التناقضي. يجب إعطاء جرعات أقل من الميدازولام للمرضى المسنين الذين يعانون من مشاكل قلبية رئوية لتجنب الاختلاطات الخطيرة.
الديازيبام: يمكن استخدام الديازيبام بدلاً من الميدازولام للتهدئة خلال الإجراءات التنظيرية، لكن العديد من المراكز تفضل الميدازولام لإحداثه النساوة وانخفاض نسبة حدوث التهاب الوريد الناتج عنه.
الميبيريدين: الميبيريدين هو مسكن ومخدر يتميز بـ (خصائص مهدئة خفيفة، بداية تأثير بطيئة، مدة تأثير طويلة، ووقت إفاقة طويل). عندما يعطى مع البنزوديازيبينات، تشمل الاختلاطات المحتملة تثبيط التنفس والتهدئة. تشمل التأثيرات الجانبية: التثبيط التنفسي، انخفاض ضغط الدم، الغثيان، والتقيؤ.
الفنتانيل: الفنتانيل هو مهدئ ومسكن ومخدر ضعيف له بداية تأثير سريعة ووقت إفاقة قصير. في العديد من مراكز التنظير، يعتبر الفنتانيل العامل المفضل لإجراء التنظير الداخلي للمرضى الخارجيين. واحدة من الآثار الجانبية الرئيسية هي التثبيط التنفسي.
فلومازينيل: عادة ما يستخدم الفلومازينيل لعكس التثبيط التنفسي والتأثير المخدر الناجم عن البنزوديازيبين. الآثار الجانبية المحتملة تشمل النوبات الصرعية.
النالوكسون: يعكس النالوكسون التسكين الذي يسببه الأفيون، التأثير المثبط للجهاز العصبي المركزي (CNS)، والتثبيط التنفسي. تشمل التأثيرات الجانبية الألم، الهياج، الغثيان، التقيؤ، اللانظميات القلبية، الموت المفاجئ، الوذمة الرئوية، ومتلازمة الانسحاب في المرضى المدمنين على المواد الأفيونية.
وتشمل العوامل الأخرى التي تمت تجربتها بروبوفول وديكسميديتوميدين. في دراسة مقارنة بين البروبوفول مع ديكسميديتوميدين في المرضى الذين يخضعون لتنظير هضمي علوي تحت تهدئة واعية، وجد وو (Wu) وزملاؤه أن كلا المركبين سببا تهدئة جيدة بدون تأثيرات جانبية ملحوظة سريرياً. فُضل البروبوفول من قبل المرضى بسبب التخدير الأعمق والإفاقة الأسرع، وكان ديكسميدتوميدين له تأثيرات جانبية قليلة على وظيفة الجهاز التنفسي.

#### الوقاية بالصادات الحيوية
قد يحدث تجرثم دم عابر أثناء معظم الإجراءات التنظيرية، ولكن خطر حدوث عدوى (بما في ذلك التهاب شغاف القلب) منخفض.

تُوصى الوقاية بالمضادات الحيوية للمرضى الذين يعانون من مرض مستبطن ذو خطورة عالية للإصابة بالانتانات (مثل صمام قلبي اصطناعي أو إصابة سابقة بالتهاب شغاف القلب) عندما يخضعون لتنظير شديد الخطورة (على سبيل المثال، توسيع تضيق هضمي، أو المعالجة بالتصليب للدوالي، أو تصوير البنكرياس والأقنية الصفراوية بالتنظير الباطني بالطريق الراجع (ERCP) بوجود شجرة صفراوية مسدودة). يجب على جميع المرضى الذين يخضعون لفغر معدة تنظيري عبر الجلد (PEG) تلقي العلاج الوقائي بالمضادات الحيوية للوقاية من التهابات الأنسجة الرخوة، يشمل العلاج الوقائي عادة سيفازولين 1 غ وريدياً.

الكورس الوقائي يتضمن الأمبيسيلين 2 غ خلالياً والجنتاميسين 1.5 ملغ/كغ (حتى 80 ملغ) قبل 30 دقيقة من التنظير الهضمي العلوي. يستبدل البنسلين بالفانكومايسين 1 غ وريدياً في المرضى الذين لديهم حساسية من البنسلين.

قامت الجمعية الأمريكية للتنظير المعدي المعوي (ASGE) بوضع توصيات محددة لاستخدام الوقاية بالمضادات الحيوية على أساس نوع الإجراء التنظيري وحالة المريض.

### طريقة الإجراء
عادة ما يتم وضع المريض بالوضعية الجانبية اليسرى. يتم تطبيق التخدير الموضعي و/أو التهدئة لتقليل التهوع ولتسهيل إجراء التنظير. يمكن إعطاء مضاد تشنج (على سبيل المثال، هيوسين بوتيل بروميد، أتروبين، جلوكاجون، سيميتروبيوم بروميد، أو فلوروغلوسينول) لإيقاف التمعج الهضمي.

يتم وضع إطار الإطباق لمنع تلف المنظار الداخلي وتسهيل مروره عبر الفم. تحت الرؤية المباشرة، يمرر المنظار من خلال البلعوم، المريء، المعدة، وإلى العفج، مع فحص دقيق عند كل من الإدخال والسحب البطيء. ينفخ الهواء لتوسيع اللمعة مما يسهل المشاهدة، كذلك يمكن سحب السوائل من خلال قناة الشفط.

## اعتبارات تقنية

### شروط وحدة التنظير الجيدة

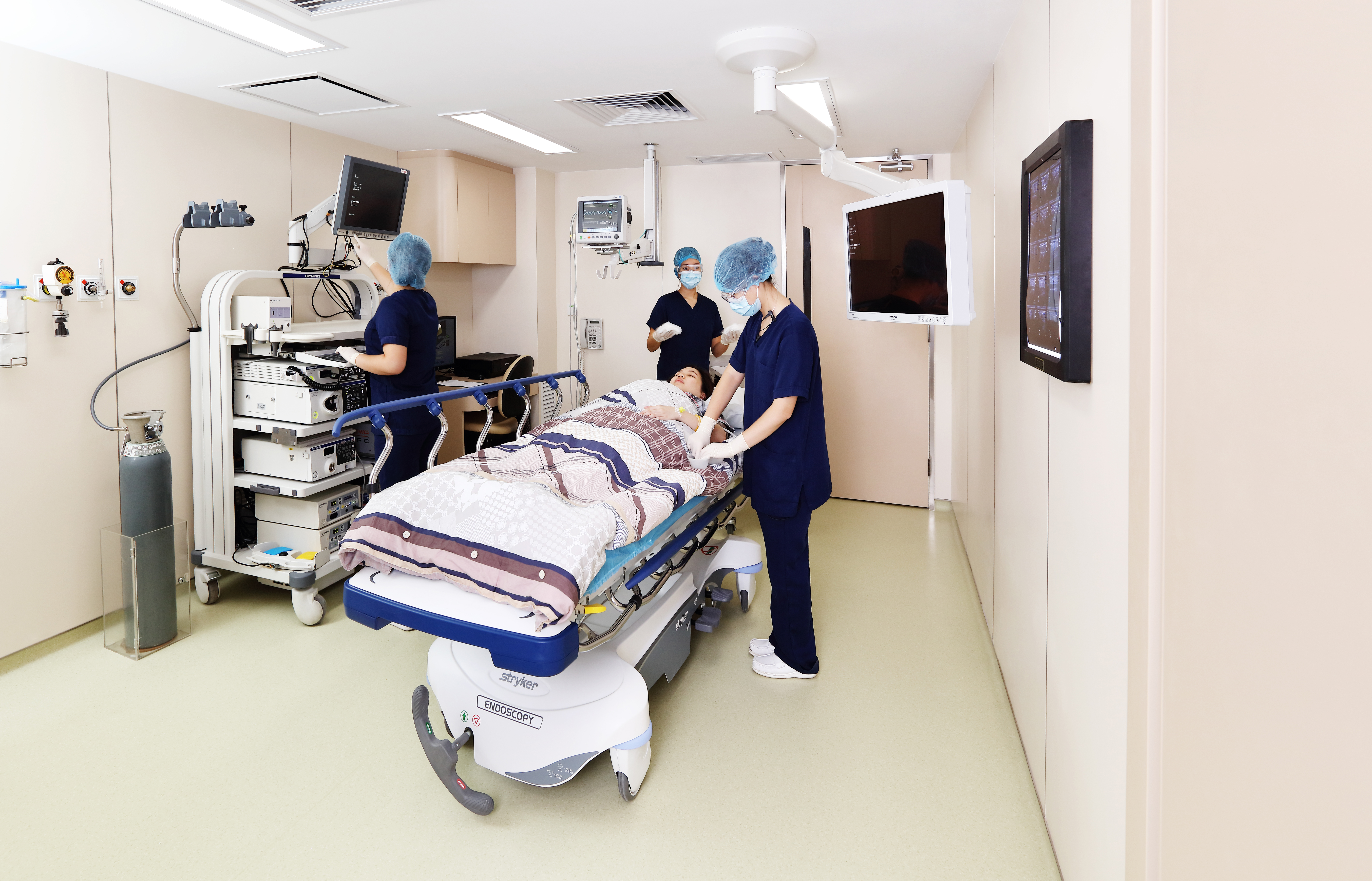
المُنظِرين في غرفة التنظير

وحدات التنظير هي مناطق محددة في المشفى (أو مكتب الطبيب) حيث يتم تنفيذ جميع الإجراءات التنظيرية.

لتكون الوحدة فعالة، وفقاً للجمعية الأمريكية للتنظير المعدي المعوي (ASGE)، يجب أن تتحقق شروط معينة، تتضمن ما يلي:
طاقم من الممرضات والمُنظرين مدربين بشكل جيد، معدات تتم صيانتها دائماً، توافر منطقة لتنظيف المنظار الداخلي، عاملون مدربون على أداء الإنعاش القلبي الرئوي.
وفقا لتوصيات ASGE، ينبغي أن يتضمن التدريب في التنظير الهضمي العلوي فهماً لمضادات الاستطباب، البدائل، مبادئ التخدير الواعي، والتفسير الصحيح للنتائج التنظيرية. حتى يصبح المتدرب مؤهل لإجراء التنظير الهضمي العلوي لا بد من التدرب على إجراؤه ما لا يقل عن 100 مرة.

### المعدات
تقوم العديد من الشركات المصنعة بإنتاج المناظير الداخلية (من هذه الشركات: شركة أوليمبوس، وشركة بينتاكس وشركة فوجينون).

يبلغ طول المنظار 100 سم بينما يبلغ قطره الخارجي 8-11 مم.
| المنظار | الملحقات              | الأدوات     | المواد الكيميائية |
| --- | --------------------- | ----------- | ----------------- |
| نظام الألياف البصرية غير المحورية لنقل الضوء إلى طرف المنظار الداخلي                                                                                               | مصدر ضوء              | ملقط الخزعة | ثنائي الميثيكون   |
| رقاقة كاميرا في ذروة المنظار الداخلي: قد حلت الآن محل الألياف البصرية المحورية في المناظير القديمة التي كانت عرضة للتلف وما يترتب على ذلك من فقدان جودة الصورة     | ماسورة المص           | سِنَار        | أسيتات (خلات)     |
| قناة لضخ الهواء/الماء: لتنظيف العدسة باستخدام الماء وقناة الهواء لتجفيف العدسة نفسها وللنفخ في المريء والمعدة أثناء العملية لمنع انخماص الجدران مما يحقق رؤية أفضل | وحدة الجراحة الكهربية | إبر حقن     | القرمز النيلي     |
| قنوات الشفط/العمل: قطرها 2-3 ملم (أو أكبر، للمناظير العلاجية) قد تكون قناة واحدة أو أكثر، تستخدم لمص المفرزات والسوائل وتمرير الأدوات                              | مسجل فيديو/طابعة صور  |             |                   |
| مقبض التحكم: يضم عناصر التحكم (يحوي عجلات تحريك لأعلى/لأسفل، ويسار/يمين، زر لضخ الهواء/الماء، وزر مص السوائل)                                                      |                       |             |                   |
| حبال التزويد: التي ترتبط بمصدر الضوء ومعالج الفيديو لإظهار الصورة الحية على الشاشة                                                                                 |                       |             |                   |

## متابعة المريض

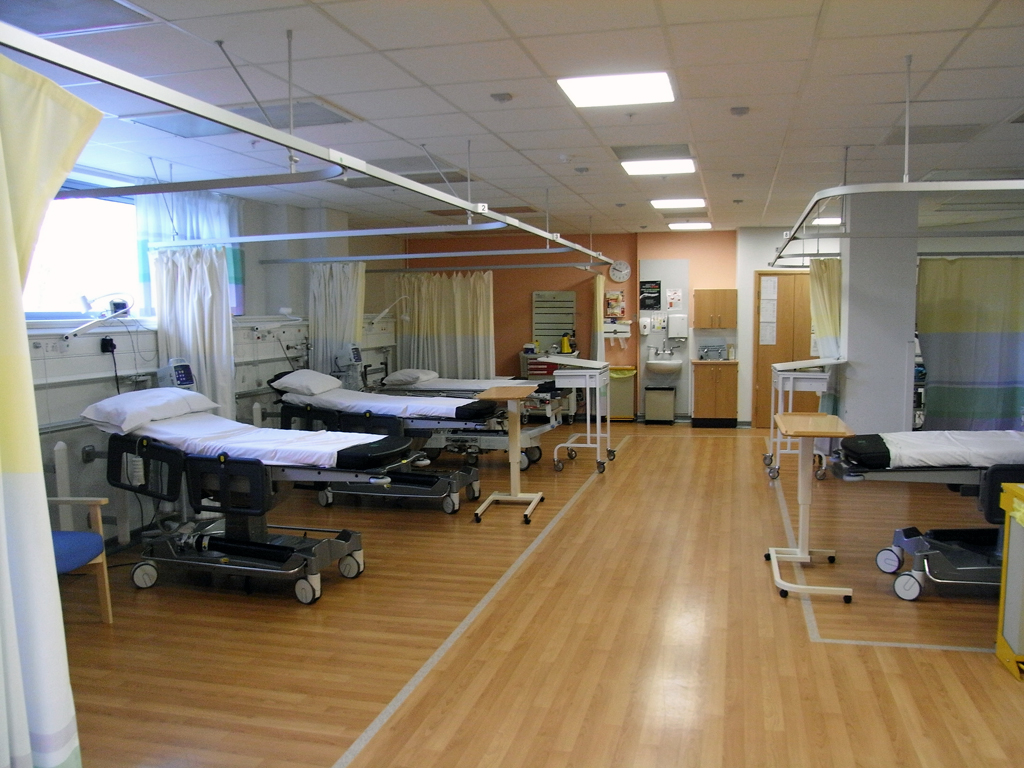
غرفة الاستشفاء بعد التنظير

بعد الانتهاء من إجراء التنظير للمريض تحت تهدئة واعية، يتم نقل المريض إلى غرفة لمتابعته من قبل ممرضة.
بمجرد أن يكون المريض متنبه وقادر على الحركة (بعد ساعة واحدة تقريباً)، قد يُسمح للمريض بمغادرة غرفة الاستشفاء بوجود مُرافِق له. 

يتم إعطاء المريض تعليمات ما بعد العملية (على سبيل المثال، فيما يتعلق بالنظام الغذائي والنشاط البدني)، ونصحه بمراقبة علامات وأعراض النزف الهضمي، الحمى، وألم البطن.

عادة ما يتم ترتيب موعد للمتابعة مع طبيب الرعاية الأولية و/أو المُنظِر قبل تخريج المريض من وحدة التنظير.

## الاختلاطات
يحدث اختلاط واحدة تقريباً لكل 1000 حالة تنظير هضمي علوي.

تتضمن الاختلاطات الرئيسية للتنظير الهضمي العلوي ما يلي:
- النزف.
- العدوى: قد تكون أكثر شيوعاً مما كان يُعتقد سابقاً، أظهرت دراسة قام بها وانج (Wang) وزملاؤه أن معدل العدوى بعد التنظير الهضمي العلوي كان 3 لكل 1000 إجراء تنظيري.[19]
- الانثقاب.[20]
- مشاكل قلبية رئوية: تشكل الحوادث القلبية الرئوية 50٪ من جميع الاختلاطات الرئيسية، عادة ما تحدث بسبب الأدوية المستخدمة للتهدئة الواعية.[21]

### الحد من الاختلاطات
على الرغم من العدد الكبير للإجراءات التنظيرية يومياً، إلا أن معدل انتقال العدوى عبر المناظير الداخلية منخفض جداً. تشمل أساليب إعادة استخدام المناظير الداخلية التنظيف الميكانيكي، التطهير عالي المستوى، الشطف، والتجفيف. يجب الانتباه إلى مراقبة جودة التنظيف، وذلك لتقليل خطر انتشار العدوى عن طريق الإجراءات التنظيرية.

## معدل الوفيات
معدل الوفيات حوالي 0.5-3 وفاة لكل 10000 حالة تنظير هضمي علوي.

## صور إضافية

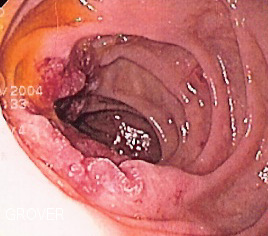
صورة تنظيرية لسرطان غدي في العفج.
صورة تنظيرية لمريء باريت، حيث تظهر مخاطيته بلون أحمر.
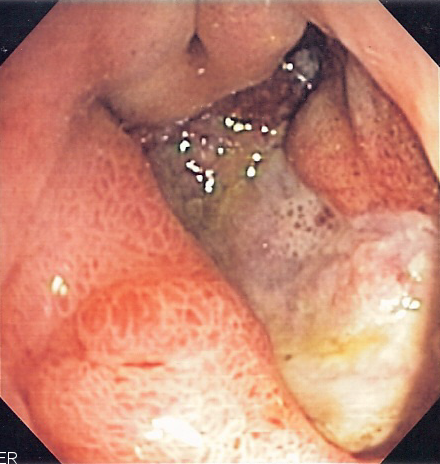
قرحة معدية عميقة.
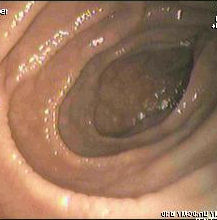
صورة تنظيرية للعفج عند مريض مصاب بالداء الزلاقي.
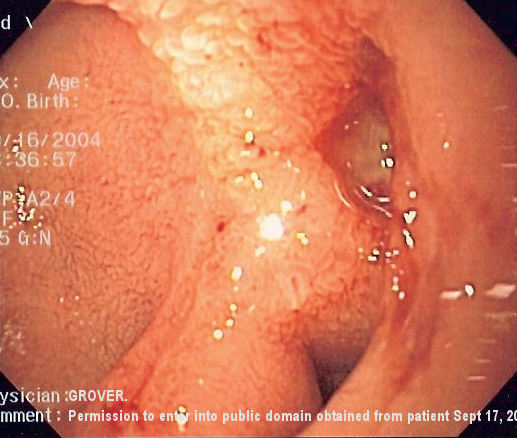
صورة تنظيرية لقرحة عفجية على الجدار الخلفي والتي تشكل سبب شائع للنزف الهضمي العلوي.
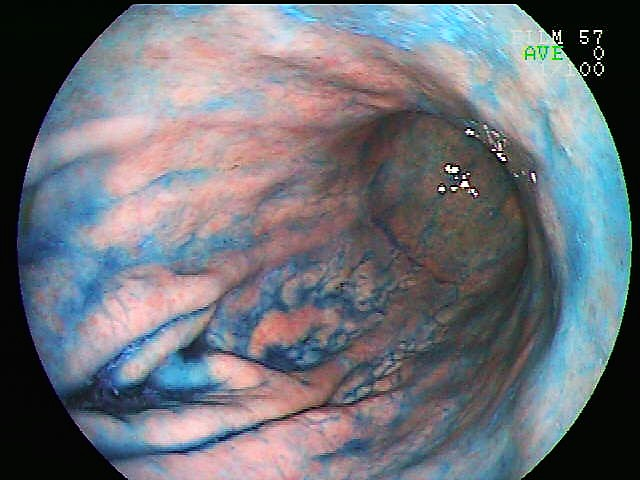
صورة تنظيرية للمعدة (صبغة القِرْمِز النِّيلِيّ).
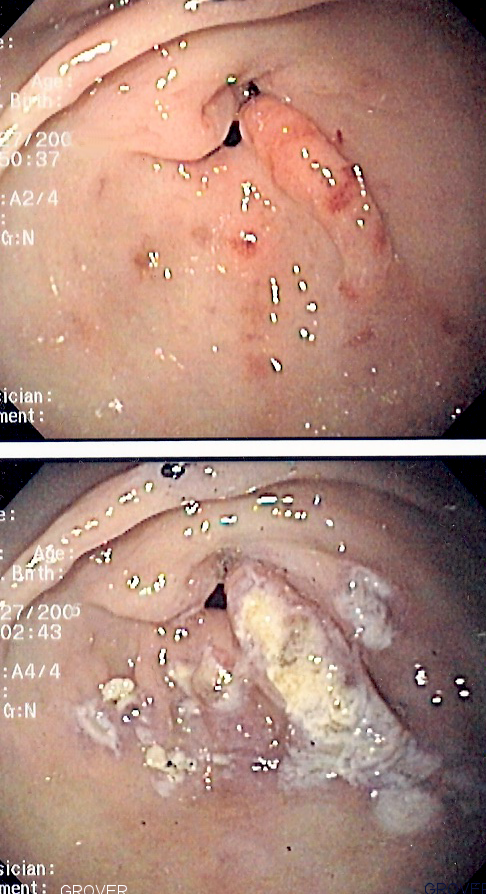
صورة تنظيرية لتوسع أوعية غار المعدة،يظهر التوسع بمنظر شعاعي حول البواب. قبل العلاج (الصورة في الأعلى) وبعد العلاج بواسطة تخثير البلازما بالأرغون (الصورة في الأسفل).